# José Cardoso Pires
José Cardoso Pires (* 2. Oktober 1925 in São João do Peso, Distrikt Castelo Branco, Portugal; † 26. Oktober 1998 in Lissabon) war ein portugiesischer Schriftsteller, der vor allem als Romancier tätig war.

## Leben
Cardoso Pires entstammte einer Mittelstandsfamilie, sein Vater war Mitglied der Handelsflotte von Portugal. Er studierte Mathematik, war von 1969 bis 1972 Chefredakteur der Tageszeitung Diário de Lisboa und unterrichtete portugiesische Literatur am King’s College in London.
Seine Satire auf den Diktator Salazar Dinossauro Excelentíssimo (1972) wurde zuerst von Verlagen der DDR gedruckt. Sein 1982 erschienener Roman Balada da Praia dos Cães wurde 1987 vom portugiesischen Autorenverband APE ausgezeichnet, und im gleichen Jahr hatte dessen Verfilmung (Ballade vom Hundestrand) durch Regisseur José Fonseca e Costa Premiere.
1989 erhielt er den Orden für Verdienst und 1997 den Prémio Pessoa.
Mehrere seiner Werke wurden ins Deutsche übersetzt.

## Werke
- Os Caminheiros e Outros Contos, Erzählungen, 1949
- Histórias de Amor, Erzählungen, 1952
- O Anjo Ancorado, Novelle, 1958
- Cartilha do Marialva, Essay, 1960
- O Render dos Heróis, Drama, 1960
- Jogos de Azar, Erzählungen, 1963
- O Hóspede de Job, Roman, 1963; dt. Hiobs Gast
- O Delfim, Roman, 1968; dt. Der Dauphin
- Dinossauro Excelentíssimo, Satire, 1972; dt. Seine Exzellenz der Dinosaurus
- E agora, José?, Essay, 1977
- O Burro em Pé, Erzählungen, 1979
- Corpo-Delito na Sala de Espelhos, 1980
- Balada da Praia dos Cães, Roman, 1982; dt. Ballade vom Hundestrand
- Alexandra Alpha, Roman, 1987
- A República dos Corvos, Erzählungen, 1988
- Cardoso Pires por Cardoso Pires, Chroniken, 1991
- A Cavalo no Diabo, Chroniken, 1994
- De Profundis, Valsa Lenta, Chroniken, 1997
- Lisboa, Livro de Bordo, Chroniken, 1997; dt. Lissabonner Logbuch
- Lavagante, Roman, 2008 (posthum)

## Verfilmungen
- 1969: The pearl of the atlantic (Doku.), Regie: José Fonseca e Costa
- 1978: A Rapariga dos Fósforos, Regie: Luís Galvão Teles
- 1984: Ritual dos Pequenos Vampiros (Fernsehfilm), Regie: Eduardo Geada
- 1987: Ballade vom Hundestrand (Balada da Praia dos Cães), Regie: José Fonseca e Costa
- 2002: O Delfim, Regie: Fernando Lopes
- 2021: Sombras Brancas, Regie: Fernando Vendrell
- 2021: Lavagante (Fernsehfilm), Regie: António-Pedro Vasconcelos